# عن الرقة والكرامة

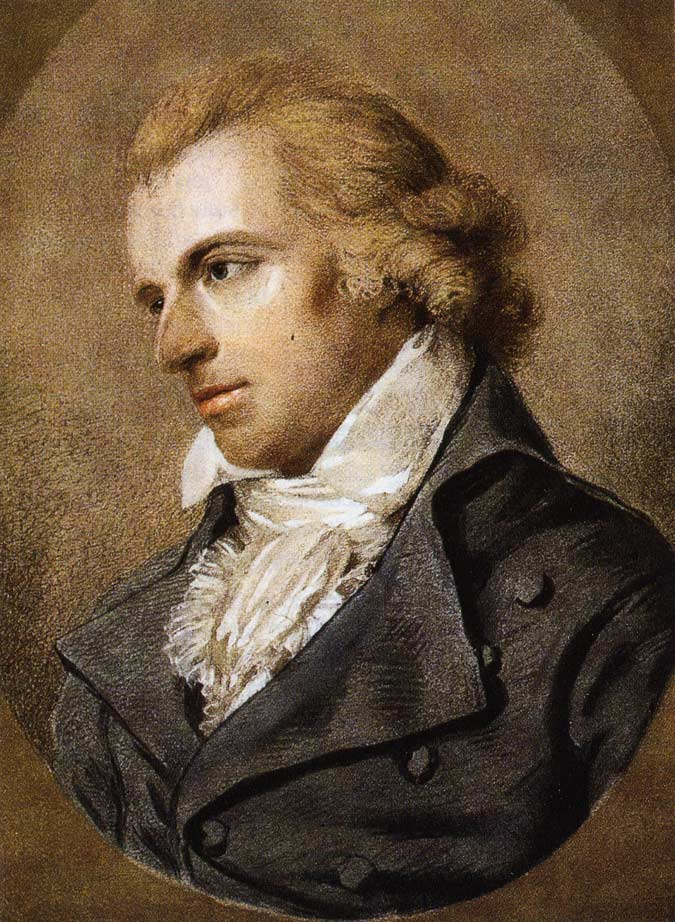
فريدرش شيلر

عن الرقة والكرامة (بالألمانية: Über Anmuth und Wuerde) مقال فلسفي نشره الكاتب الألماني فريدرش شيلر (1759-1805) في منتصف يونيو 1793 في مجلة «تاليا» (Thalia) التي أنشأها بنفسه. أراد شيلر في المقال أن يوضح مفهوم الجمال بالإستعانه بفلسفة كانت، وكان هذا أول دعم من قبله لفلسفة كانت. في المقال أوضح شيلر مفهوم الجمال الإنساني باعتبار الإنسان كائن عقلاني وعاطفي. ويصف شيلر نفسه بأنه من رواد نظرية عن الجمال.